# Ajuy (Filipinas)
Ajuy es un municipio filipino de segunda clase, perteneciente a la provincia de Iloílo, en las Bisayas Occidentales.

## Toponimia
El lugar puede aparecer referido como «Ajuy» y «Ajui».

## Historia
Hacia mediados del siglo XIX, el lugar, por entonces adjunto en lo eclesiástico a Barotac Viejo, tenía contabilizada una población de 4620 habitantes, repartidos en alrededor de 770 casas. Aparece descrito en el primer volumen del Diccionario geográfico, estadístico, histórico de las Islas Filipinas (1850) de Manuel Buzeta Núñez y Felipe Bravo con las siguientes palabras:

AJUI: pueblo que en lo espiritual forma jurisd. con el de Barotac viejo, sirviéndoles un mismo cura, y que en lo civil tiene gobernadorcillo, en la isla de Panay, prov. de Iloilo, dióc. de Cebú: sit. en los 126° 38' long., 11° 12' lat., cerca de un rio que tiene su boca en la costa oriental de la isla. Tiene en sus barrios como unas 770 casas, en general de sencilla construccion, distinguiéndose como de mejor fábrica la casa llamada tribunal y la igl. parr., aunque la residencia del cura secular que la sirve, se encuentra en Barotac viejo que es su matriz: hay escuela de primeras letras dotada de los fondos de comunidad, á la que asisten algunos alumnos; cárcel y cementerio. term.: confina por E. con el mar; por S. con el de Batag; por O. con el elevado pico de Arangel; y por N. con Botan. En sus montes se crian buenas maderas de construccion y caza mayor y menor; el terreno reducido á cultivo es fértil y sus prod. arroz, maiz, lentejas, algodon, café, cacao, pimienta, frutas y buen tabaco, cocos y mangas. ind.: el beneficio de los productos naturales, y varios tejidos; la pesca es tambien un ramo de importancia. pobl. 4,620 alm., 980 ½ trib. que ascienden á 9805 rs. plata, equivalentes á 24,512 ½ rs. vn.
(Buzeta y Bravo, 1850, p. 279)

En 2020, tenía censados 53 462 habitantes.